# ラストラブ
『ラストラブ』は、2007年の日本映画。原作はYoshiの『LAST LOVE』。藤田明二監督作。ニューヨークを舞台にした作品である。
田村正和の14年ぶりの映画出演作として、話題となった。また、本作が最後の映画出演となった。共演は伊東美咲。

## あらすじ
阿川明は、ニューヨークでサックスプレイヤーとして活躍していたが、妻の急死を機にジャズ界を引退し、日本へ帰国。以後、娘・佐和と共にひっそりと暮らしていた。ある朝、明は清掃局の職員の女性・結にゴミの出し方をキツく注意されてしまうが、これが2人の出会いのきっかけとなる。その日、それぞれ急遽ニューヨークに向かうことになった2人は飛行機で偶然再会。言葉を交わすうちに2人は次第に惹かれ合い、帰国後は佐和も結を慕い始め、3人は幸せな日々を過ごした。だが、ある日、体調を崩した明は、医者に余命3ヶ月と告げられてしまう。

## キャスト
- 阿川明：田村正和
- 上原結：伊東美咲
- 阿川佐和：森迫永依
- 朝倉大吾：片岡鶴太郎
- 李玲：ユンソナ
- 坂原大樹：細川茂樹
- 河島徹：阿部進之介
- 課長：山崎一
- 阿川友美：高島礼子
- 安田知世未
- 宮崎彩子
- 小林令門
- 飯田基祐

## スタッフ
- 監督：藤田明二
- プロデューサー：中山和記
- 撮影：川田正幸
- 照明：渡邊孝一
- 美術：山本修身
- 音楽：大島ミチル
- 編集：山本正明
- 映像：植木康弘
- 録音：竹中泰
- 助監督：北川学
- サックス指導：稲垣次郎
- 制作プロダクション：共同テレビジョン
- 配給：松竹
- 製作：ビーワイルド、テレビ朝日、松竹、ジェネオン・ユニバーサル・エンターテインメントジャパン、読売広告社、共同テレビジョン、衛星劇場、TSUTAYAグループ、朝日放送、メ〜テレ、スタイルジャム、トゥモロゥー

## 主題歌
- Jewelry day（絢香）（2007年7月4日発売）

## 余談
- 田村正和は、サックスプレイヤーの役に際し、ジャズ界の第一人者・稲垣次郎指導の下、7か月もの特訓に励み、撮影時にはその腕前は周囲をうならせるまでになっていた。仕事の都合上、稲垣立会いの下で行われた練習は8回のみだった。

## 評価
映画評論家の柳下毅一郎は「まあ凄かったね。何が凄いって、伊東美咲の演技がまともに見える。それくらいまわりの演技が酷い。田村正和なんか黄金時代の映画俳優じゃなかったのか? なんだこのセルジオ越後みたいな顔して一言セリフを言うたびに「ふふん」と鼻で笑うじいさんは!? 日本映画の最低水準を見た。気がする」「お笑いシーンがてんこ盛りの傑作コメディ」と評した。さらに柳下、江戸木純らによる『映画秘宝』誌上での連載「日本映画縛り首」では、演技が酷評された上、「こんな脚本で金が集まることがまともじゃないと思うね」「安易に難病を記号として使ってるのが許せない」「（心電図モニタがピッ、ピッと鳴って死を表現する）演出がホントに昭和な感じだ（笑）」と書かれた。更に、「日本映画縛り首」の企画であるHIHOはくさい映画賞では、最低作品賞、最低主演男優賞（田村正和）、最低助演女優賞（伊東美咲）にノミネートされ、最低主演男優賞を受賞した。
『スポーツ報知』の蛇いちご賞では田村正和が男優賞を受賞した。
『週刊文春』の文春きいちご賞では3位となった。
第10回みうらじゅん賞が本作の田村正和に贈られている。